# Caixa de ritmes
Una caixa de ritmes és un instrument musical electrònic que permet compondre, programar i reproduir patrons de ritme mitjançant un seqüenciador intern i un generador de sons de percussió.

## Funcionament i característiques
A diferència d'un seqüenciador convencional, la caixa de ritmes es basa en la programació de patrons, que són grups limitats de compassos que es reprodueixen de forma cíclica. Això vol dir que un cop posada en marxa, la caixa de ritmes reproduirà el mateix patró en bucle (loop) fins que no se li doni l'ordre de passar a un altre. La programació es realitza introduint les notes una a una sobre una gràfica de patró, dividida en compassos i subdividida segons la quantització prefixada (negres, corxeres, semicorxeres, etc.). Una altra diferència és que a la caixa de ritmes no existeix el concepte de duració de nota, ja que sempre es reprodueix la totalitat de cada so.
Els sons estan emmagatzemats en forma de llibreria i s'agrupen en sets segons el seu tipus (bateries acústiques, percussions llatines, percussions ètniques, electrònica, etc.). La capacitat d'edició varia segons les prestacions de l'aparell, hi ha models molt potents que es poden considerar com a veritables sintetitzadors de percussió.

## Breu repàs històric
El primer intent de crear un compositor de ritmes automàtic es va dur a terme entre els anys 1930 i 1931 a mans de l'enginyer rus Léon Theremin (inventor del conegut instrument electrònic que porta el seu nom). Aquest consistia en un complex aparell electromecànic anomenat Ritmicó. La seqüència rítmica s'introduïa mitjançant un petit teclat musical i quedava "gravada" en uns discs metàl·lics perforats. Al girar els discs permetien o interrompien el pas de la llum d'unes cèl·lules fotoelèctriques connectades a un generador de so. Els sons eren molt simples i es basaven en l'addició i sostracció d'un nombre limitat d'harmònics generats per un oscil·lador d'ona sinusoidal mitjançant vàlvules electròniques.

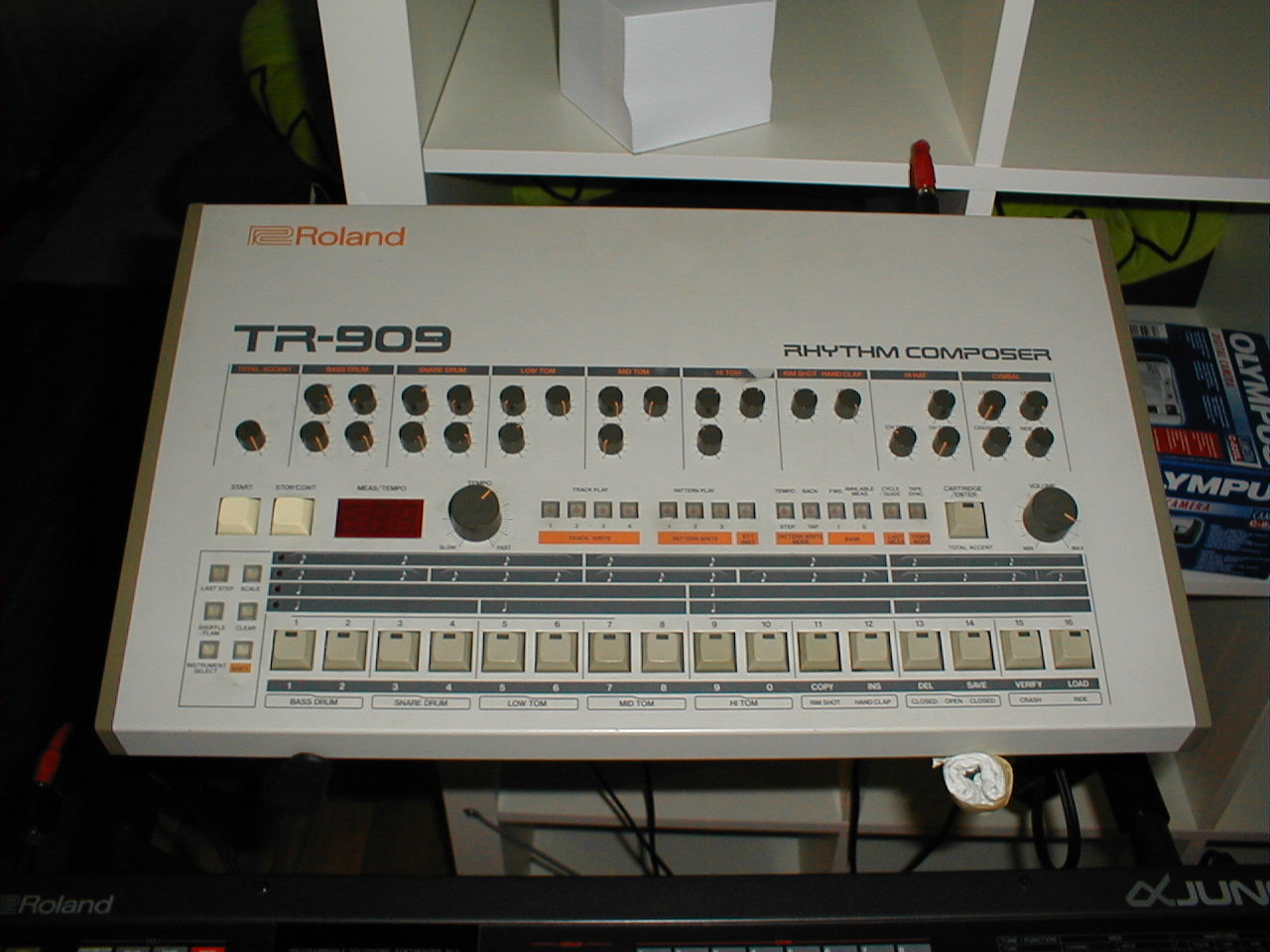
Roland TR-909

La primera caixa de ritmes programable, pròpiament dita, apareix als anys 70 a mans de la companyia japonesa Roland i va ésser la Roland CR-78. Igual que els sintetitzadors de l'època llur generació de so era analògica. Posteriorment a la CR-78 va seguir la famosa sèrie TR que va influir de forma decisiva en l'evolució de la música electrònica i el dance, i en la difusió del patró rítmic four-on-the-floor. Cal destacar el cèlebre model TR-909 com un híbrid entre analògic i digital, ja que la seva generació de so aplicava ambdues tecnologies, a més d'implementar interface MIDI en lloc del control per voltatge de llurs predecessores. Curiosament aquesta caixa de ritmes fou molt refusada al principi, ja que el seu so no era completament electrònic ni completament acústic, malgrat que hi va haver multitud de grups, fins i tot rock, que la van usar com a substitut real a una bateria acústica.
Amb l'avanç de la tecnologia digital a mitjans dels anys 80 el so de les caixes de ritmes va canviar radicalment, en permetre treballar directament sobre mostres de so real, a més d'oferir la possibilitat d'afegir nous sons mitjançant targetes d'expansió. Alguns aparells de l'última (i final) generació eren tan sofisticats que permetien afegir subtilment l'"error humà" en les seqüències, així com les diferències que es produeixen en colpejar els instruments sobre diferents zones de la superfície.

## Caixes de ritmes considerades històriques
- Roland sèrie TR: TR-505, TR-606, TR-626, TR-707, TR-727, TR-808 i TR-909
- Yamaha sèrie RX: RX-5 i RX-11
- Linn Drum
- Elektron: Machinedrum, Octatrack, Analog Rytm i Digitakt.

## Temes relacionats
- Seqüenciador
- Workstation
- Màquina de grooves